# Gunnar Lott
Gunnar Lott (* 21. Juli 1969 in Stadtoldendorf) ist deutscher Journalist und Autor mit dem Fachgebiet Computerspiele.

## Werdegang und Leben
Gunnar Lott machte 1989 Abitur am Gymnasium an der Liebigstraße im niedersächsischen Holzminden. Danach studierte er an der Universität Göttingen Gemeinschaftskunde und Englisch auf Lehramt, anschließend in Kassel Sozialwesen. Neben dem Studium arbeitete er fünf Jahre lang als Verkäufer für Video- und Computerspiele. 1998 begann er seine Karriere als Redakteur beim Computerspiele-Magazin GameStar des Münchner Verlags IDG Entertainment Media. Dort arbeitete er sich bis 2001 vom Trainee bis zum Ressortleiter hoch.
Von 2002 bis 2004 nahm Gunnar Lott eine Auszeit von GameStar, um im gleichen Verlag das Videospiele-Magazin GamePro zu gründen und als Chefredakteur zu leiten. Ende 2004 kehrte er zu GameStar zurück und löste den langjährigen Chefredakteur Jörg Langer ab. 2005 gründete er als Chefredakteur den GameStar-Spin-off /GameStar/dev, ein zunächst dreimonatlich erscheinendes Magazin für Entwickler von Computerspielen. 2006 begründete er die Spiele-Entwickler-Konferenz Making Games, aus der später die Recruiting-Veranstaltung Making Games Talents hervorging.
Ende 2007 gab er die Chefredaktionen von GameStar und Making Games ab und verantwortete von da an bei der IDG Entertainment Media GmbH als Director Online and New Business die Bereiche Online, Events und Custom Publishing. Anfang 2011 wechselte Lott als Leiter der Presseabteilung zu Gameforge nach Karlsruhe. Ende Januar 2012 verließ er Gameforge wieder.
Gunnar Lott wurde für seine Arbeit mehrfach ausgezeichnet: Die von ihm geführte Website Gameforge.com gewann 2011 einen International Business Award; GameStar.de siegte 2010 bei der Publikumswahl zum Onlinestar. Das von Lott entwickelte Fachmagazin Making Games erhielt 2009 den Deutschen Entwicklerpreis.
Anfang 2011 veröffentlichte Lott im Heyne-Verlag einen Elternratgeber mit dem Titel „Elterngeheimnisse“, basierend auf eingesandten Tipps der Leser seiner gleichnamigen Webseite.
Gunnar Lott ist ein häufiger Redner zu Spielethemen auf Kongressen und Veranstaltungen wie etwa der GCDC, Making Games, Gameplaces oder der Medientage München und Mitglied der Akademie des Deutschen Entwicklerpreises.
Seit 2015 ist Lott als Gründer an einer PR-Agentur in Berlin beteiligt.
In der Episode „Wo wir stehen: Weihnachtswoche 2023“ des Retrogames-Podcasts Stay Forever gab er bekannt, dass er sich diesem Projekt nun in Vollzeit widmen werde.

## Medienauftritte
In der Comedyserie Raumschiff Gamestar (erschien von 1997 bis 2004 periodisch auf den Datenträgern der Zeitschrift GameStar) spielte er viele Nebenrollen, unter anderem als Darth Lott. Er zählte auch zu den Autoren und Schauspielern der Nachfolgeserie namens Die Redaktion.
2005 sammelte GameStar 50.000 (Online-)Unterschriften von Spielern gegen die Berichterstattung des ZDF-Magazins Frontal21 in der Sendung mit dem Titel „Gewalt ohne Grenzen – brutale Computerspiele im Kinderzimmer“, die Lott Anfang September 2005 an den ZDF-Chefredakteur Nikolaus Brender übergab.
Zusammen mit Christian Schmidt und Fabian Käufer betreibt er seit Mitte 2011 den Retrogames-Podcast Stay Forever.